# Sindaco (Francia)

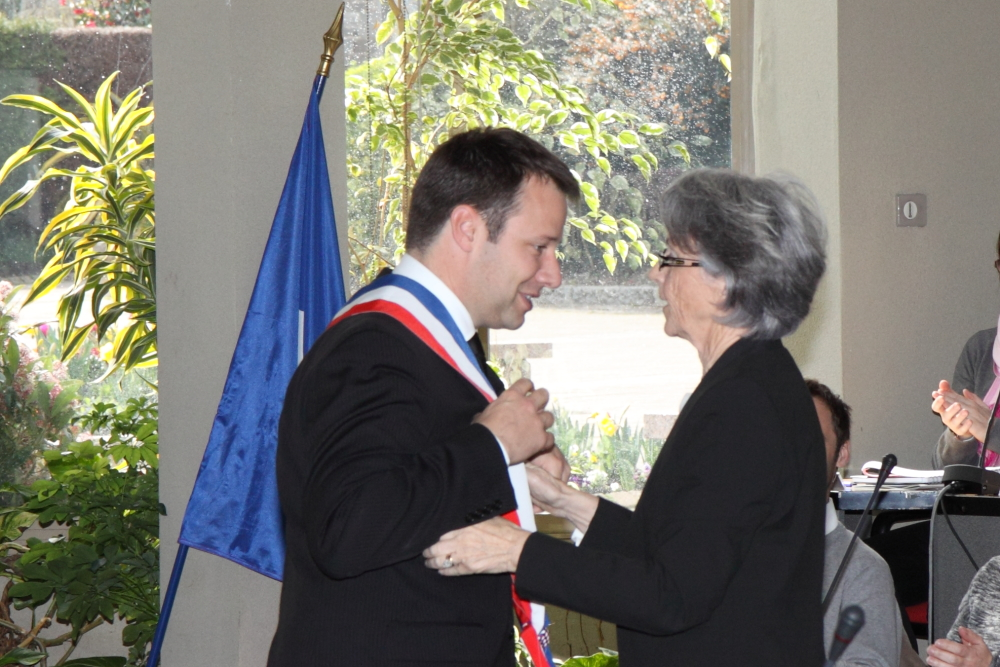
Investitura del sindaco di Liffré, Loïg Chesnais-Girard, a seguito della prima riunione del consiglio comunale eletto durante le elezioni del marzo 2014. Il decano del consiglio li consegna la fascia del sindaco, simbolo della sua funzione.

In Francia, il titolo di Maire designa il sindaco. Il maire è presidente del consiglio comunale, organizza i lavori e delibera in materia municipale. Detiene anche poteri significativi, come la responsabilità delle attività della polizia municipale e della gestione del personale municipale.
Il sindaco è anche il rappresentante dello stato nel comune. In quanto tale, il sindaco è un ufficiale civile dello Stato e un ufficiale di polizia. Il mandato di sindaco è della durata di sei anni.

## Storia

### Storia
Dal 1789 al 1799 i funzionari municipali (sindaci) furono eletti direttamente per 2 anni ed erano ri-eleggibli.
Nel 1799 la costituzione del 22° frimaio dell'anno VIII (13 dicembre 1799) revocò l'elezione diretta del sindaco, con sindaci di comuni con meno di 5 000 abitanti nominati dal prefetto. Questa costituzione ha stabilito la nomina di sindaci e consiglieri. Dopo il 1831 furono nominati sindaci (dal re per i comuni con più di 3 000 abitanti, dal prefetto per quelli più piccoli), mentre i consiglieri furono eletti per sei anni.
Dal 3 luglio 1848 al 1851 i sindaci furono eletti dal consiglio comunale per i comuni con meno di 6 000 abitanti.
Dal 1851 al 1871 i sindaci furono nominati dal prefetto per i comuni con meno di 3 000 abitanti e per un periodo di 5 anni dal 1855 in poi.
Dal 1871 i sindaci vengono eletti dai loro pari dal consiglio comunale a seguito della loro elezione a suffragio universale.
Vi sono, tuttavia, sei comuni francesi che non eleggono il loro sindaco a suffragio universale con la nomina del prefetto a sindaco. Nello specifico si tratta di villaggi devastati durante la battaglia di Verdun nel 1916 e mai ricostruiti a causa di grandi quantità di ordigni inesplosi e inquinamento del suolo. Questi sono Bezonvaux, Beaumont-en-Verdunois, Cumières-le-Mort-Homme Fleury-devant-Douaumont Haumont-près-Samogneux e Louvemont-Côte-du-Poivre.

### Stato attuale
Il sindaco è il presidente del consiglio comunale ed è eletto a scrutinio segreto dai consiglieri comunali durante la prima riunione del consiglio comunale che deve tenersi tra venerdì e domenica dopo le elezioni municipali.
Se nessun candidato ottiene la maggioranza assoluta dopo due turni di votazione, l'elezione procede a un terzo turno che richiede solo una maggioranza semplice. In caso di pareggio, vince il candidato più anziano.
Come per gli altri consiglieri, il sindaco deve avere almeno 18 anni quando viene eletto in carica e deve essere un cittadino francese. I consiglieri (ad eccezione di sindaci e vicesindaci) possono essere cittadini di un paese membro dell'Unione europea.

### Conflitti di interesse e nomine correlate
La funzione di sindaco è da considerarsi in conflitto di interessi con quella di un presidente di un consiglio regionale, di un presidente di un consiglio generale (il cui nome viene cambiato in consiglio dipartimentale (consigliere dipartimentale) dopo le elezioni locali del 2015), nonché di un Commissario europeo, membro del comitato esecutivo della Banca centrale europea o membro del consiglio di politica monetaria della Banca di Francia.
Ci sono anche alcune posizioni nella direzione delle finanze pubbliche che sono in conflitto: in particolare i responsabili della riscossione o del controllo fiscale, il cui titolare non può essere eletto sindaco o vicesindaco. I pompieri volontari non possono essere eletti sindaco di un comune di 3 500 abitanti o più, né vicesindaco di un comune di oltre 5 000 abitanti.

### Vicesindaco
Il Consiglio comunale elegge inoltre il Vicesindaco (in francese, adjoint au maire or maires-adjoints) dopo aver determinato, con delibera, il numero dei vicesindaci. Per quanto riguarda i sindaci, questi devono essere di nazionalità francese e non essere funzionari dell'amministrazione finanziaria coinvolti nei conflitti sopra menzionati, né vigili del fuoco volontari nei comuni con oltre 5 000 abitanti. Inoltre: "'i dipendenti retribuiti del sindaco non possono essere selezionati se il rapporto di lavoro è direttamente correlato all'esercizio della carica di sindaco
Il numero dei vicesindaci è al massimo il 30% del consiglio comunale. Pertanto, per i comuni con meno di 100 abitanti, in cui il consiglio comunale è composto, come nelle elezioni comunali francesi del 2014, da 7 consiglieri comunali, il sindaco può avere un massimo di 2 vicesindaci.
Per i comuni con oltre 80 000 abitanti, oltre ai vicesindaci, altri membri del consiglio possono essere nominati "responsabili di uno o più quartieri (distretti)" con un numero non superiore al 10% della forza lavoro del consiglio comunale. Questi consiglieri nominati sono eletti dal consiglio comunale secondo le stesse regole stabilite per l'elezione del sindaco.
Dalle elezioni municipali del 2008, i vicesindaci dei comuni con più di 3 500 abitanti sono eletti da un elenco di partiti a maggioranza assoluta e senza voto disgiunto né voto alternativo in principio di parità. A partire dalle elezioni comunali del 2014, questi regolamenti si rivolgono ai comuni con oltre 1 000 abitanti al fine di promuovere la parità tra uomini e donne.

## Delegazione speciale
In caso di scioglimento di un consiglio comunale, di dimissioni di tutti i suoi membri in carica, di cancellazione definitiva dell'elezione dei suoi membri, o se il Consiglio comunale non può essere costituito, entro otto giorni la prefettura nominerà una delegazione speciale, la quale svolgerà le funzioni del consiglio comunale.
Questa delegazione speciale elegge il suo presidente e, se del caso, il suo vicepresidente. Il presidente o, in mancanza, il vicepresidente assume la carica di sindaco. I suoi poteri cessano al momento dell'insediamento del nuovo consiglio comunale.

## Durata del mandato
La durata del mandato per un sindaco è uguale a quella del consiglio comunale, vale a dire sei anni. Il sindaco può essere rieletto alla fine del suo mandato.
Il sindaco cessa dal suo mandato:
- per libere dimissioni
- in caso di decesso o allontanamento dall'incarico per ordine del tribunale o decisione del Consiglio dei ministri
  - e può essere sostituito senza indirre nuove elezioni comunali.[10]

## Funzioni
Sotto l'autorità del prefetto, il sindaco svolge funzioni amministrative in particolare:
- la pubblicazione di leggi e regolamenti;
- l'organizzazione delle elezioni;
- la validità delle firme;
- il sindaco è responsabile, sotto l'autorità del rappresentante dello Stato nel dipartimento, dell'esecuzione delle misure generali di sicurezza e delle funzioni speciali che gli sono assegnate dalla legge, ad esempio l'applicazione della "legge n. 79-1150 del 29 dicembre 1979 sui cartelli pubblicitari";
  - In caso di emergenza o per rafforzare la misura adottata dall'autorità di polizia superiore a fini di ordine pubblico locale, il sindaco può essere chiamato a intervenire in conformità con il suo potere di polizia amministrativa generale, in aggiunta alle forze di polizia speciali (ad esempio la polizia speciale per i monumenti storici e i siti naturali);
- esercita anche funzioni in campo giudiziario sotto l'autorità del pubblico ministero: è un funzionario di stato civile e celebra, ad esempio, matrimoni civili ed è un ufficiale di polizia. 
  - In quanto tale, contribuisce con il suo potere di polizia all'esercizio delle missioni di pubblica sicurezza.
  - Egli può, in particolare, su istruzioni del pubblico ministero o del giudice istruttore, essere tenuto ad accelerare le indagini sulla personalità degli imputati nonché sulla loro situazione materiale, familiare o sociale.
  - In pratica, queste responsabilità sono affidate principalmente ai sindaci dei comuni in cui non vi sono altri agenti di polizia giudiziaria; può redigere segnalazioni di violazioni di vari regolamenti, in particolare per quanto riguarda la regolamentazione dei permessi di costruzione;
- il sindaco ha anche una funzione giudiziaria civile, che gli conferisce il diritto a ricevere atti amministrativi che riguardano solo il suo territorio e hanno lo stesso status di atti notarili.

## Nelle arti

### Cinema
- Nel film francese Normandie nue (P. Le Guay, 2018), il protagonista è il sindaco (fittizio) di Le Mêle-sur-Sarthe.
- Nel film francese Alice et le Maire (N. Pariser, 2019), il protagonista è il sindaco (fittizio) di Lione.